# Крутенький (Саратовская область)
Крутенький — хутор в Александрово-Гайском районе Саратовской области России. Входит в состав сельского поселения Александрово-Гайское муниципальное образование.

## История
Образован в 2002 году постановлением Саратовской областной думы № 3-74 от 13 ноября 2002 года.

## Население
| 2010 | 2018 |
| ---- | ---- |
| 13   | ↗14  |